# „Helló, világ!” program

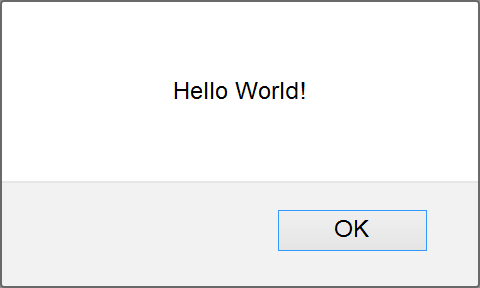
Angol nyelvű Helló, világ! üzenet megvalósítása JavaScript programozási nyelven

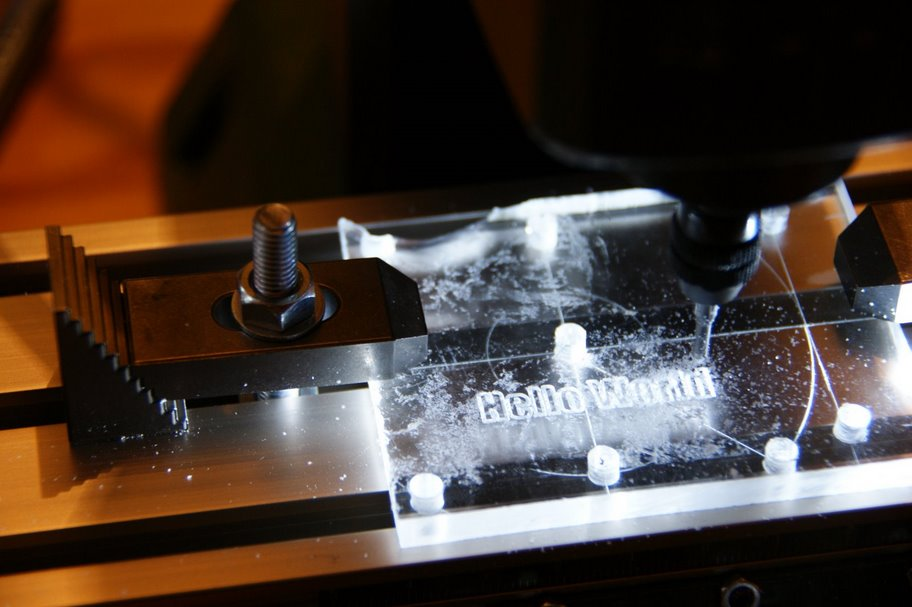
Megvalósítás CNC géppel

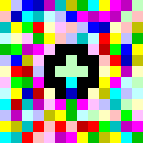
Megvalósítás Piet nyelven

A „Helló, világ!” programok olyan számítógépes programok, melyek egyszerűen kiírják a megjelenítőeszközre: „Helló, világ!” (angolul: „Hello world!”). Mivel ez a program többnyire a legegyszerűbbek közé tartozik, gyakran használják arra, hogy kezdő programozókat megismertessenek a nyelv alapvető szintaxisával, illetve arra, hogy teszteljék a fejlesztői környezet helyes telepítését.

## Rendeltetés
Hagyományosan a „Helló, világ!” program az, amivel a programozási ismereteket tanulók elsőként találkoznak. A legtöbb programozási nyelvben felépítése kellőképpen egyszerű ahhoz, hogy programfejlesztési ismeretekkel nem rendelkezők is megértsék működését. Tapasztalt programozók is gyakran alkalmazzák egy számukra még ismeretlen fejlesztőkörnyezet első feltérképezéséhez.
Egy „Helló, világ!” program hasznos próba lehet arra nézve is, hogy megfelelően van-e telepítve egy nyelv fordítóprogramja, fejlesztői környezete és futtatókörnyezete.

## Történet
Hasonló kis tesztprogramok már a programozható számítógépek megjelenése óta léteznek, kétséget kizáróan tehát nem megállapítható, hogy melyik nyelv esetében alkalmazták először a „Helló, világ!” tesztüzenetet.
A legelterjedtebb vélekedés szerint a kifejezés használata tesztüzenetként a Brian Kernighan és Dennis M. Ritchie által írt The C Programming Language című könyv egyik példaprogramjában jelent meg elsőként. A könyvben található példaprogram ezt írta ki: „hello, world” (nagy kezdőbetűk és felkiáltójel nélkül; utóbbi elemek később váltak a hagyományos formátum részévé).
Az üzenet szavai a Brian Kernighan által korábban írt A Tutorial Introduction to the Language B (Bevezetés a B nyelvbe) című könyvben is megjelentek, a C nyelvű implementáció innen merített.
Egyesek szerint az 1967-ben készült BCPL nyelv volt az első programozási nyelv, amelynek bemutatásához alkalmazták.

## Megvalósítások
Az ilyen programok általában a számítógépes nyelvek egyszerűbb programjai közé tartoznak. Némelyikük meglepően összetett, főként a bizonyos grafikus felhasználói felülettel (GUI) rendelkező környezetben készültek. Mások egyszerűbbek, főleg azok, melyek erősen egy bizonyos parancssor értelmezőre („héj”) támaszkodnak, hogy a tulajdonképpeni kimenetet létrehozzák.
Sok beágyazott rendszerben a szöveg egy- vagy kétsoros LCD-n jelenik meg, illetve előfordul, hogy egy LED bekapcsolása helyettesíti a „Helló, világ!” üzenetet.
A „Helló, világ!” programok gyűjteménye jó és egyszerű alap lehet a nyelvek megtanulásához és összehasonlításához.